# Гастингс, Генри, 5-й граф Хантингдон
Генри Гастингс (англ. Henry Hastings; 24 апреля 1586, Эшби-де-ла-Зуш, Лестершир, Королевство Англия — 14 ноября 1643) — английский аристократ, 5-й граф Хантингдон, 9-й барон Хангерфорд, 7-й барон Молейнс, 10-й барон Ботро и 6-й барон Гастингс с 1604 года.

## Биография
Гастингс принадлежал к знатному роду, известному с XI века. Он был сыном Фрэнсиса Гастингса, лорда Гастингса, и Сары Харингтон, внуком 4-го графа Хантингдона, а по женской линии происходил от последних Йорков, в силу чего обладал гипотетическими правами на престол. Рано потерял отца, в 1604 году унаследовал от деда обширные семейные владения и титулы, занял место в Палате лордов как 5-й граф Хантингдон. В 1607 году руководил подавлением народного восстания в Мидлендсе, направленного против огораживаний. В 1614—1642 годах занимал пост лорда-лейтенанта Лестера и Ратленда.
Гастингс считался лидером пуританского движения и критиком Стюартов. В то же время он был покровителем театров, сопоставимым со своими современниками графами Пембрук — Уильямом Гербертом, 3-м графом, и Филиппом Гербертом, 4-м графом. Хантингдон был патроном драматургов Фрэнсиса Бомонта и Джона Флетчера, покровительствовал и другим авторам (в частности, Джону Марстону).

## Семья
Генри Гастингс был женат на Элизабет Стэнли, дочери Фердинандо Стэнли, 5-го графа Дерби, и Элис Спенсер. Его жена тоже обладала правами на английский престол как потомок Марии Тюдор, сестры Генриха VIII. В этом браке родились:
- Элис (1606—1667), жена сэра Жерве Клифтона, 1-го баронета[5];
- Фердинандо (1609—1655), 6-й граф Хантингдон[6];
- Генри (1610—1667)[5];
- Элизабет, жена сэра Хью Калверлея[5].